# G-Unit Records
G-Unit Records es un sello discográfico especializado en música rap y hip hop, fundado en 2003 por el rapero 50 Cent y su mánager Sha Money XL. Tras sus inicios, funcionó como una subsidiaria de Universal Music Group, y se distribuye a través de Interscope Records. En agosto de 2010, el sello fue añadido de una distribución adicional con EMI, sin embargo, aún mantiene una distribución con Interscope. G-Unit Records está distribuyendo actualmente G-Unit Philly, una extensión de la etiqueta con sede en Filadelfia liderada por Tony Yayo, y la R&B, Dance y Pop división de la etiqueta, G-Note Records fundada en 2011.

## Historia

### 2003-2005
Tras el éxito del álbum debut de 50 Cent, Get Rich or Die Tryin' , se le concedió su propio sello discográfico. Fue entonces cuando G-Unit Records fue creado. G-Unit, entonces compuesto por Lloyd Banks, Tony Yayo y Young Buck, se firmó a la etiqueta como un grupo tanto como artistas en solitario. Bang Em Smurf era muy estrechamente asociada con ellos antes de que se firmó con Interscope Records. Afirmó que antes de que 50 Cent viera el éxito de corriente, los dos registranon un mixtape de la que podría ganar $5 cada uno, se vendieron 400.000 copias. 50 Cent no le dio supuestamente su parte a Smurf. Además de esto Bang Em Smurf afirmó que 50 Cent no se comunicó con él en su libertad bajo fianza mientras él estaba en la cárcel. Denomination nunca fue un miembro oficial de G-Unit, pero era un amigo cercano de Bang Em Smurf durante su paso por G-Unit. Después de que los dos tuvieron un breve feudo con 50 Cent y G-Unit en 2003, Denomination y Bang Em Smurf ya no estaban asociados con G-Unit. Bang Em Smurf nunca fue firmado a G-Unit como artista, sino más bien como un ejecutivo, o "jefe", como él decía.
2003 vio el debut comercial de G-Unit, Beg For Mercy, que vendió 377.000 copias en su primera semana de lanzamiento. Se ha vendido más de 2,7 millones de unidades en los EE. UU. y 6 millones de copias en todo el mundo. Ha sido certificado 2 veces platino por la RIAA. 
Después de traer a Game a principios de 2004, Spider Loc se firmó también en el momento del lanzamiento del álbum de Young Buck. Como resultado de los problemas que 50 Cent encontró con The Game con la etiqueta en 2005, no está seguro de si debe o no firmar nuevos artistas a su "familia", que era lo que él percibió de G-Unit como grupo y sello discográfico. Sin embargo, ese mismo año, la oportunidad de firmar Mobb Deep y M.O.P. se acercó.

### 2006-2009
En 2006, G-Unit Records firmó a Young Hot Rod. En el mismo año, en conjunto con la etiqueta de Mobb Deep, Infamous Records, que firmaron ambos Nyce y 40 Glocc. En 2007, Mazaradi Fox también se agregó a la etiqueta. También fue muy esperado que el rapero de Detroit, Trick Trick, firmará a la etiqueta, aunque nunca se llegó a un acuerdo.
En 2008, en medio de rumores de una "tiraera" de G-Unit entre 50 Cent y Young Buck , 50 Cent despidió oficialmente Young Buck fuera del grupo, a pesar de asegurar que se firmó aún con la etiqueta. Numerosas canciones luego surgieron en la internet de ambos bandos, con Young Buck incluido en una pista con The Game, su antiguo rival. 50 Cent se filtró una conversación telefónica grabada entre él y Young Buck, que mostró una de las verdaderas razones del despido, 50 Cent se le debía dinero por parte del rapero del Sur. Young Buck indicó más adelante la conversación se llevó a cabo más de un año antes de la fuga. Los dos campos se han lanzado desde entonces una multitud de canciones de unos contra otros, mientras que la disputa parece ser la solución a medida de finales de 2008, con Young Buck indicando que está estado trabajando en su más reciente álbum, el cual aún se publicará bajo el sello G-Unit.
En 2008, 50 Cent firmó al rapero de la costa oeste Slim Da Mobster como una empresa conjunta con Aftermath Entertainment de Dr. Dre y Shady Records de Eminem, fue el primero rapero en firmar para las tres etiquetas, pero en 2010 el rapero fue trasladado de G-Unit Records a G-Unit West pero sigue con Aftermath Entertainment y Shady Records, su álbum debut se tiene previsto a ser lanzado en 2012.
A finales de 2009, el fundador de G-Unit Records, 50 Cent, lanzó su cuarto álbum, Before I Self Destruct, que incluyó un tema titulado "So Disrespectful", que insultó a sus rivales, Jay-Z y a los exmiembros y enemigos de la disquera The Game y Young Buck. También en 2009, 50 Cent colaborará con el exartista de Roc-A-Fella Records, Beanie Sigel, que también daría lugar a la especulación de que Beanie Sigel fue firmado por G-Unit Records. durante la promoción de Before I Self Destruct, 50 Cent también hizo una entrevista de radio en la que habló sobre la lista de G-Unit Records. En la entrevista se confirmó que The Game, Young Buck, Spider Loc, Young Hot Rod, y Fox Mazardi todavía estaban firmados a la etiqueta, mientras tanto M.O.P. y Mobb Deep ya no seguían el sello. 
En el año 2009, también se firmó el rapero de Nueva York, Trav, exmiembro de Grand Hustle, el cantante de R&B, Governor y Beanie Sigel. 50 también confirmó esto.

### 2010 - 2012
A principios de enero de 2010, 50 Cent dijo que él estaba buscando firmar nuevos comediantes, y los autores de la etiqueta, la expansión fuera del ámbito de los artistas de grabación. El comediante nacido en Atlanta, Young Jack Thriller , sería el primer comediante en firmar con la etiqueta, la liberación de un programa semanal de "So Disrespectful", YouTube podcast. También sería un invitado habitual en Shade45 de G-Unit Radio, y coanfitrión del programa. También en a principios de 2010, en referencia a su reciente afiliación con 50 Cent y, posiblemente, G-Unit Records, Beanie Sigel declaró que no se firmaría con el sello, ya que él y 50 Cent se "utilizan" entre sí unos a otros, aunque ningún daño a la relación se hizo con el negocio. También a principios de 2010, Young Buck respondió a varias canciones lanzadas en el álbum de 50, Before I Self Destruct. Lanzó cinco canciones ofendiendo a 50 Cent, Tony Yayo, Lloyd Banks, G-Unit, y 40 Glocc.
A pesar de que antes era seguro sobre la firma de nuevos talentos a la etiqueta, en enero de 2010, 50 Cent expresó su interés en firmar a la europea cantante de R&B Jamelia a G-Unit Records, alegando que no sólo podrían ayudar a construir una reputación en los EE. UU., sino también firmar un nuevo artista femenina a la etiqueta, que no ha tenido una artista femenina desde Olivia.
En una entrevista con MTV, 50 Cent ha anunciado que está buscando nuevos artistas, "Vas a ver caras nuevas, porque estoy en busca de nuevos artistas ahora. Voy a firmar nuevos artistas y llevarlos conmigo poco a poco para enseñarle algunas de las cosas que no puedes enseñar a una persona, sino que tengo que tener a varias para hacerlo". Mientras estaba de gira, el recientemente afiliado Beanie Sigel confirmada después de una larga espera, que terminó de firmar con G-Unit luego de regresar de gira. Tony Yayo, artista de G-Unit ha anunciado recientemente que el artista recién firmado Mike Knox se unió oficialmente a la etiqueta "G-Unit Philly", junto con Knox se confirma a sí mismo en la misma entrevista.
En agosto de 2010, en medio de la controversia en torno a Montana Fishburne y su entrada en la industria del cine para adultos, la coestrella de la pornografía, Brian Pumper, dio a conocer varias canciones de rap "tirándole" a 50 Cent, Lloyd Banks y Tony Yayo. Cuando la fama de Pumper en el Internet comenzó a aumentar, hizo apariciones en Shade45 de G-Unit Radio, reveló que él y el DJ de G-Unit, DJ Whoo Kid , comenzaron a trabajar en un mixtape juntos, y que él y 50 estaban en conversaciones de la posible firma a G-Unit como un cantante de rap en solitario. Aún no se sabe si es o no va a ser firmado. También en agosto, Tony Yayo discutió que el miembro de The Pack "Lil B", se había enganchado y trabajaron juntos en el estudio, junto con la recién proclamada protogido de Yayo "Danny Brown". También declaró que había una gran posibilidad de que Lil B podría ser firmado a G-Unit Records, y hablaba como si Danny Brown ya se había firmado. A pesar de esto, Brown confirmó que no tiene un contrato con G-Unit todavía, pero se habla de la posibilidad de firmar a la etiqueta. También en septiembre de 2010, hubo un poco de especulación de que cantante R&B, Mýa, estaba en el proceso, o ya firmado a la etiqueta. Lloyd Baks a finales de septiembre confirmó que el miembro de Mobb Deep, Havoc, estaba en conversaciones para negociar un nuevo contrato para el grupo en términos de la firma y el sello.
A principios de marzo de 2011, el rapero Shawty Lo informó en una entrevista que estaba en conversaciones con la etiqueta de la firma. El 8 de junio de 2011, fue confirmado por AllHipHop.com que Shawty Lo había firmado un acuerdo con la etiqueta. Más tarde fue confirmado por el mismo Shawty Lo que él no había firmado a la etiqueta como artista individual, sino para que su etiqueta D4L este bajo el rsoter de G-Unit Records.
Se rumoreaba que Lea Sunshine, la cantante que apareció en el sencillo hit "Sunshine" de Lil' Flip, fue firmada por la etiqueta. Después de una gira con G-Unit y ser presentada en el sencillo debut del cantante Hot Rod de G-Note Records, confirmó en su cuenta de Twitter que ella había firmado con 50 Cent y G-Note Records.
Después de un cameo en el video musical del sencillo de Tony Yayo "Haters", se informó en MTV de que el ex afiliado a Young Money Entertainment, Kidd Kidd, firmó con el sello. Además de este, el joven rapero y futuro prospecto Genasis, informó a través de su Twitter que había firmado un acuerdo como solista con 50 Cent y el sello G-Unit Records después de 50 Cent vio la presentación de Genasis en un videoclip.
A principios de diciembre de 2011, 50 Cent firmó oficialmente a la estrella del reality show "Jersey Shore" DJ Pauly D a G-Note Records. DJ Pauly D es firmado para producir tres álbumes que están relacionados con Pop. 50 Cent y DJ Pauly D ya han comenzado en algunas colaboraciones juntos, como ha sido planificado.
El 7 de diciembre de 2011, 50 presentó un video en el que habla de su EP "The BIG 10" y aprovecha de presentar a su nueva incorporación femenina de G-Unit Records "Paris" la cual nació y se crio en el mismo vecindario que 50 (Southside Jamaica, Queens, NY), esta cantante de R&B ha participado anteriormente con G-Unit en el éxito "Kitty Kat" del álbum T.O.S: Terminate On Sight.

## G-Note Records
G-Note Records es un sello discográfico filial de G-Unit Records. La etiqueta fue creada a finales de 2010 para manejar los artistas de la disquera que se especialicen en R&B y Pop. Artistas que han firmado para esta etiqueta son Governor, que fue firmado a G-Unit Records en 2009, Hot Rod que originalmente fue firmado a G-Unit Records en 2006, Sunshine Lea que, a principios de 2011, se firmó a la etiqueta, y DJ Pauly D el cual se unió a la etiqueta en diciembre del 2011 para ser el DJ oficial de la misma.

## Artistas
Los artistas firmados por G-Note Records, G-Unit Philly y G-Unit West automáticamente pasan a ser firmados también por G-Unit Records ya que los anteriormente nombrados son subsidiados por G-Unit records.

### G-Unit Records
- 50 Cent
- Lloyd Banks
- Tony Yayo
- Young Buck
- Rotimi
- Uncle Murda

### G-Note Records
- Hot Rod
- Governor
- Lea
- Paul DelVecchio (Dj Pauly D)

### G-Unit Philly
- Beanie Sigel
- Freeway
- Mike Knox
- Ive Vegas
- Cotic

### G-Unit West
- Spider Loc
- 40 Glocc

## Etiquetas
- G-Note Records: creada en 2011 para el impulso de los artistas de pop y R&B de G-Unit Records.
- G-Unit Philly: creada en 2009 para el impulso de los nuevos talentos y raperos de Filadelfia, está liderada por el integrante de G-Unit, Tony Yayo.
- G-Unit West: creada en 2004 con la llegada de Game y Spider-Loc a la disquera.

## DJ's y productores
- Sha Money XL
- DJ Whoo Kid
- DJ Rob E Rob
- Nick Speed
- Red Spyda
- Cardiak
- DJ Pauly D
- Nature Boi

## Álbumes
- G-Unit - Beg For Mercy (2003)
- Lloyd Banks - The Hunger For More (2004)
- Young Buck - Straight Outta Ca$hville (2004)
- The Game - The Documentary (2005)
- 50 Cent - The Massacre (2005)
- Tony Yayo - Thoughts of A Predicate Felon (2005)
- 50 Cent con G-Unit - Get Rich Or Die Tryin'(SoundTrack) (2005)
- Mobb Deep - Blood Money (2006)
- Olivia - Behind Closed Doors (2006)
- Lloyd Banks - Rotten Apple (2006)
- Young Buck - Buck The World (2007)
- 50 Cent - Curtis (2007)
- G-Unit - T.O.S: Terminate On Sight (2008)
- 50 Cent - Before I Self Destruct (2009)